# Piero Angelini
Piero Angelini, all'anagrafe Piero Mario Angelini (Lucca, 22 gennaio 1936 – Lucca, 25 settembre 2024), è stato un politico italiano.

## Biografia
Laureato in giurisprudenza, è stato docente all'università di Sassari e ha esercitato la professione di avvocato.
È stato un esponente di primo piano della Democrazia Cristiana lucchese. Candidato nelle liste DC, è stato prima eletto nel Consiglio Comunale di Lucca (1970–1975) e successivamente nel Consiglio regionale della Toscana per due mandati (1975–1983), dal quale si è dimesso per candidarsi alle elezioni politiche.
Eletto deputato DC nel 1983, è stato riconfermato nel 1987 e nel 1992. Dal 1989 al 1992 ha ricoperto anche la carica di Sottosegretario al Ministero dell'Ambiente negli ultimi due governi di Giulio Andreotti. Durante il mandato è stato oggetto di numerose polemiche e indagini giudiziarie, per aver nominato il suo capo della segreteria come direttore generale del Ministero e per aver facilitato l'assegnazione di cospicui finanziamenti pubblici a una società privata nella quale, secondo gli atti parlamentari, risultava come socio di fatto.
Raggiunto nel 1993 da un primo avviso di garanzia per abuso di ufficio e falsità materiale ed ideologica commessa dal pubblico ufficiale in atti pubblici si è ritirato dalla vita politica. È stato rinviato a giudizio cinque volte con varie imputazioni per presunti illeciti denunciati anche da interrogazioni parlamentari di vari partiti, e l'ultimo processo a suo carico si è concluso nel 2007 per intervenuta prescrizione.
È tornato a occuparsi di politica a livello locale creando il gruppo "Governare Lucca" che, insieme col centrodestra, ha sostenuto l'elezione a Sindaco di Lucca di Mauro Favilla nel 2007, per poi allontanarsene e candidarsi a sindaco a sua volta alle elezioni del 2012, sostenuto da due liste civiche, diventando consigliere comunale di opposizione.
Nel 2016 è stato nuovamente rinviato a giudizio con l'accusa di diffamazione nei confronti del sindaco di Lucca. Da cui è stato successivamente assolto in quanto le critiche mosse furono giudicate di natura política.